# Sinker Rock
Der Sinker Rock (von englisch sinker ‚Senker, Senkblei, Senkgewicht‘) ist ein Klippenfelsen im Palmer-Archipel vor der Danco-Küste der Antarktischen Halbinsel. Er liegt vor der Nordspitze der Goudier-Insel nahe dem Zentrum des Port Lockroy im Westen der Wiencke-Insel.
Teilnehmer der Vierten Französischen Antarktisexpedition (1903–1905) unter der Leitung des Polarforschers Jean-Baptiste Charcot kartierten hier mehrere Felsen. Der Falkland Islands Dependencies Survey benannte ihn nach einem Senkblei, das in der Umgebung des Felsens als Festmacher installiert worden war.